# Terremoto di Mürefte del 1912
Il terremoto di Mürefte del 1912 si verificò alle 03:29 ora locale del 9 agosto. Ha avuto una magnitudo stimata di 7,4 Mw e un'intensità massima di X (Estrema) sulla scala Mercalli, causando da 216 a 3000 vittime.